# 濟庫利河
13°28′44″N 39°05′24″E / 13.479°N 39.090°E

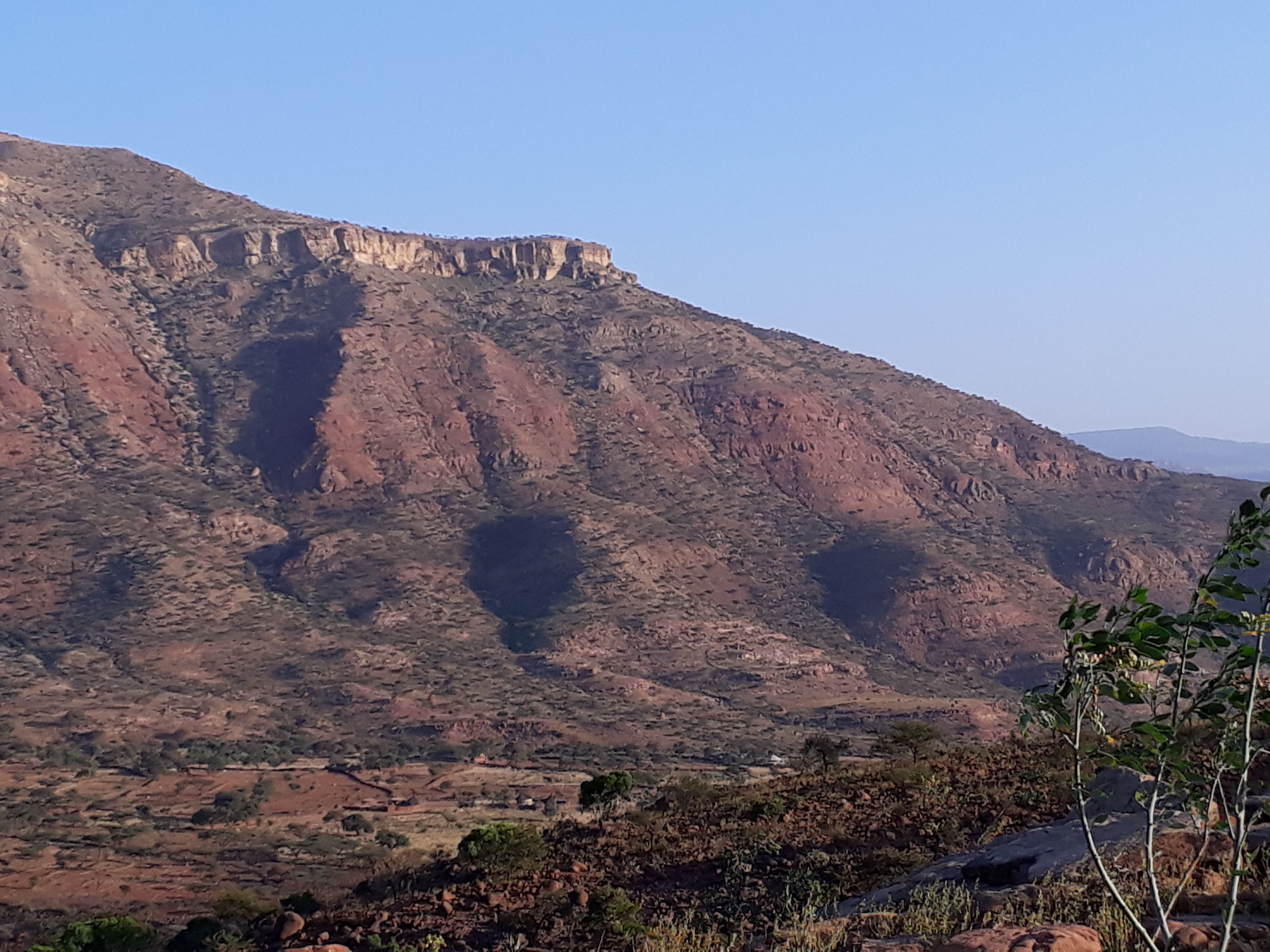

濟庫利河是埃塞俄比亞的河流，位於該國北部，處於提格雷州，屬於尼羅河流域的一部分，河道全長12公里，最終注入吉巴河，河床上的巨石和鵝卵石可能來自流域上游。